# Urs Güntensperger
Urs Güntensperger (* 24. November 1967) ist ein ehemaliger Schweizer Fussballspieler und -trainer.

## Karriere
Güntensperger spielte bei diversen Vereinen der 1. und 2. Schweizer Liga, darunter der FC Winterthur und der FC Lugano. Zudem spielte er dreimal für die Schweizer U-21. Am 30. Juni 1991 verursachte er unter Alkoholeinfluss einen Autounfall, verletzte sich dabei und musste neunundvierzig Tage ins Gefängnis. Sein Wechsel zu den Young Boys Bern scheiterte deshalb und er war in der Saison 1991/92 vereinslos. In der Folge spielte er für den FC Luzern, unter anderem in der Saison 1992/93 auch im Europapokal der Pokalsieger. In der Saison 1994/95 erzielte er vierzehn Treffer für den FC Luzern und teilte sich damit am Saisonende den vierten Platz der Torjägerliste mit dem Brasilianer Roberto Assis. Nach der darauffolgenden Saison beim FC Zürich wechselte er nach Deutschland in die 2. Fussball-Bundesliga zu Eintracht Frankfurt. Für die Hessen lief er in zwei Jahren in vierundvierzig Zweitliga-Partien auf und erzielte elf Treffer. Dazu kam er auf drei Einsätze und zwei Tore im DFB-Pokal. Im Jahr 1995 wurde er noch einmal wegen Trunkenheit am Steuer zu einer Gefängnisstrafe von neunzig Tagen verurteilt. Diese trat er aber erst im Mai 1998 an. Sein Wechsel zurück in die Schweiz zu Lausanne-Sports wurde von einem Streit um die zu zahlende Transferentschädigung vor dem Arbeitsgericht Frankfurt begleitet. In der Schweiz kam er aber nur noch selten zum Einsatz. Seit 2000 spielte er nur noch für unterklassigere Vereine.
Beim FC Reinach war Güntensperger erstmals als Trainer tätig. Zur Saison 2006/07 wechselte er zum FC Bubendorf. Im Februar 2007 trat er jedoch überraschend zurück.